# André Lèbre
 (août 2021).
André Lebré, aussi écrit André Lèbre dans les notices anciennes, ou André Lébré, est un peintre français né à Toulouse en 1629, et mort dans la même ville le 13 décembre 1700.

## Biographie
On trouve des éléments sur la biographie d'André Lèbre dans le manuscrit de Joseph Malliot (Toulouse, 1735-Toulouse, 1811), Vie de quelques artistes dont les ouvrages font l'ornement de la ville de Toulouse dont il existe trois copies du manuscrit original qui a disparu. Dans le manuscrit qui appartenait à l'éditeur E. Connac, folios 475-479, on peut lire :
« André Lèbre naquit à Toulouse l'an 1629. Ses parents qui étaient peu aisés lui ayant connu quelques dispositions pour la peinture l'occupaient constamment à des ouvrages qui étaient dans le cas d'étouffer son talent plutôt que de l'aider. La mode était alors de peindre des arabesques et des feuillages sous les planchers. Ce fut pendant plusieurs années son occupation ordinaire.
Intimidé par le besoin, il restait presque toujours enfermé et ne faisiait que dessiner pendant ses moments de loisir. La nature seule le forma dans l'art de peindre. Ses parents étant morts, il s'adonna encore plus à l'étude. Il crayonnait continuellement et s'exerçait à composer sur différents sujets d'histoire. Il avait déjà fait de grands progrès dans son art et il ne s'en doutait pas. Ses amis montrèrent de ses ouvrages à des connaisseurs, dont les éloges l'encouragèrent. Il profita de leurs avis, et s'étant procuré de beaux plâtres moulés sur l'antique, il dessina assidûment d'après ces morceaux. S'accoutumant à ces belles formes, il se les appropria en quelque manière. Ses yeux se dessillèrent et ce fut un autre artiste.
Colombe du Lys l'aida de ses conseils.. Durand, alors peintre de l'Hôtel de ville, lui ouvrit son atelier. Ses succès, bien loin de l'enorguellir et de ralentir son ardeur pour l'étude, ne faisaient que l'animer de plus en plus et s'il se permit un délassement, ce fut la musique : il s'y exerçait quelquefois avec Lannes et le célèbre Gilles. Son instrument favori était le théorbe.
Le peu de dessins terminés qui nous restent de lui nou font regretter la quantité considérable qu'il en avait et qui fut brûlée par accident pendant sa dernière maladie. Il mourut le 12 décembre 1700.
On voit peu de tableaux de cet artiste hors de Toulouse, d'où il ne sortit jamais. S'il est vrai que l'artiste se peint dans ses ouvrages, on peut dire qu'il était chaste et pieux. Jamais de sujets obscènes ne souillèrent son pinceau. Il gardait presque toujours les originaux de ses tableaux de chevalet quand il en était content : il n'en livrait que la copie. Il la faisait avec tant de soin et y plaçait si à propos certaines touches qu'il est impossible aujourd'hui de distinguer les uns des autres.
On raconte que lorsqu'il n'était pas en train de composer, il tachait d'avoir quelque mauvaise estampe, quelque image bien ridicule qui représentât le sujet proposé. Il en croquait légèrement l'ensemble, ensuite le crayon à la main, il en critiquait l'ordonnance, la composition, le dessin et généralement toutes les parties. Il corrigeait à mesure, en sorte que bientôt le premier dessin avait disparu.
On voit souvent de ses esquisses peintes dont le contenu des figures semble arrêté avec des traits de plume courts et rejetés, ce qui devait le rendre sec et pincé, cependant il n'en est rien si on les regarde d'une certains distance. Son pinceau est moelleux et sa touche légère. Le caractère d'élite de ses figures est grand et noble. On ne peut rien voir de plus svelte que ses figures de femmes et d'adolescents. Peu d'artistes ont dessiné et peint les enfants mieux que lui, malgré le reproche qu'on lui fait peut-être avec raison d'avoir tenu les carnations trop rouges.
Pour Juger de ses talents, il suffit de voir au Musée le tableau de Sainte Rose, l'Annonciation et Saint Jean dans l'île de Pathmos. »
Il a remplacé Antoine Panat, en 1691, à sa mort, comme peintre de l'hôtel de ville de Toulouse. Il a dû quitter cette fonction en 1694 à cause de sa maladie. Il a été remplacé par le peintre Jean Michel (1659-1709), désigné sous le nom de Jean II Michel, fils du peintre Étienne Michel, frère du doreur de même prénom, appelé Jean I Michel (1644-1699).

## Œuvres
Plusieurs de ses tableaux sont exposées au musée des Augustins :
- Sainte Rose de Lima, provenant du couvent de Sainte-Catherine de Sienne[4] ;
- Saint Roch secouru par un ange provenant des Chartreux[5] ;
- Enfant Jésus endormi sur la croix venant des Pénitents blancs[6] ;
- Glorification de saint Martin, 1695[7] ;
- Portrait de Jean Devolve, capitoul en 1691-1692 [8].

À la cathédrale Saint-Étienne de Toulouse ; 
- Saint Jean dans l'île de Patmos ;
- Saint Louis, évêque de Toulouse.

Au musée du Louvre : 
- au département des peintures, Abraham et les trois anges, saisie révolutionnaire, provenant de l'église Saint-Rome de Toulouse[9].
- au département des arts graphiques, La Naissance de Bacchus[10].

Au musée des beaux-arts de Bordeaux, Jésus endormi et deux anges, acquis par achat en 1829 de la collection du marquis de Lacaze.
Dans Recherches historiques sur les établissements et les monuments de la ville de Toulouse et vie de quelques artistes dont les ouvrages font l’ornement de la ville de Toulouse, Joseph Malliot cite d'autres tableaux :
- Annonciation, qui se trouvait au couvent de Saint-Rome, considéré comme gâté à la Révolution, a disparu.
- La Vision d'Élie, peint pour la chapelle dédiée à Notre-Dame-du-Mont-Carmel dans le couvent des Grands Carmes Gabriel Vendages de Malapeire (1624-1702).
- Sainte Vierge prenant l'ordre de saint Dominique, au couvent de Sainte-Catherine de Sienne.
- Sainte Catherine contemplant Jésus-Christ qui tient dans la balance une couronne d'or et une couronne d'épines, aux Dominicains.
- Repos de l'Enfant Jésus, aux Dominicains
- Descente de Croix, dans la chapelle des Hospitaliers de Notre-Dame de la Charité.
- Pallas, à l'Hôtel de ville.
- Anges chez Loth, au couvent de Saint-Rome.